# أوتو ويبر (رسام)
أوتو ويبر (بالألمانية: Otto Weber)‏ هو رسام ألماني، ولد في 1832 في برلين في ألمانيا، وتوفي في 23 ديسمبر 1888 في لندن في المملكة المتحدة.